# Джебб, Глэдвин
Ху́берт Ма́йлс Глэ́двин Джебб, 1-й барон Глэ́двин, более известен как Глэдвин Джебб (англ. Hubert Miles Gladwyn Jebb, 1st Baron Gladwyn; 25 апреля 1900 — 24 октября 1996) — британский дипломат, политический деятель и первый исполняющий обязанности Генерального секретаря Организации Объединённых Наций.

## Семья
Сын Сидни Джебба из Фирбек Холла, Йоркшир, Глэдвин получил образование в Итоне, а затем в колледже Магдалены в Оксфорде. В 1929 году он женился на Синтии Нобль, которая родила ему сына Майлса и двух дочерей: Ванессу, впоследствии вышедшую замуж за историка Хью Томаса, и Стеллу, ставшую женой учёного Джоэла де Роснэя.

## Дипломатическая карьера
Дипломатическая карьера Джебба началась в 1924 году, когда он был послан в Тегеран. Там он познакомился с дипломатом Гарольдом Николсоном и писательницей Витой Сэквилль-Вест. Вскоре в Министерстве иностранных дел в Лондоне он занял пост личного секретаря главы дипломатической службы.

## Вторая мировая война
В августе 1940 года Джебб был назначен в Министерство экономического ведения войны помощником заместителя секретаря ведомства. В 1942 году его назначили начальником Департамента реконструкции, а в 1943 году Джебб стал советником в Министерстве иностранных дел Великобритании. В этом качестве он присутствовал на многочисленных международных конференциях, в том числе в Тегеране, Ялте и Потсдаме.

## Исполняющий обязанности Генерального секретаря ООН
После Второй мировой войны Джебб служил в качестве Исполнительного секретаря Подготовительной комиссии Организации Объединённых Наций. С октября 1945 по февраль 1946 года он исполнял обязанности Генерального секретаря Организации Объединённых Наций. 2 февраля генсеком ООН был избран норвежец Трюгве Ли. Джебб остается единственным Генеральным секретарем ООН или исполняющим обязанности Генерального секретаря, который является представителем государства-постоянного члена Совета Безопасности ООН.

## Посол
Вернувшись в Лондон, Джебб служил заместителем министра иностранных дел Великобритании Эрнеста Бевина. В 1946—1947 он был также советником по иностранным делам ООН, затем представлял Великобританию при подписании Брюссельского договора в 1948 году. В 1950—1954 годах Джебб был послом Соединённого Королевства при Организации Объединённых Наций, а в 1954—1960 — послом во Франции.

## Политическая карьера
После того как в 1960 году Джебб получил титул барона Глэдвина, он стал членом Либеральной партии. В 1965—1988 годах он был заместителем лидера партии либералов в Палате лордов и секретарём по иностранным делам и обороне. С 1973 по 1976 год он служил в качестве члена Европейского парламента, где был также заместителем председателя Политического комитета парламента. Когда Джебба спросили, почему в начале 1960-х он присоединился к либеральной партии, он ответил, что либералы были партией без лидера, а он — лидером без партии. Как и многие либералы, он считал, что образование является ключом к социальной реформе.

## Другая активность
Джебб был хорошим поваром и долгое время возглавлял Винный комитет британского правительства. Также был хорошим стрелком, всегда интересовался сельским хозяйством.

## Смерть
Умер барон Глэдвин в 1996 году и был похоронен в Сент-Эндрю, Брамфилд, графство Суффолк.